# Florens Volley Castellana Grotte
La Florens Volley Castellana Grotte è stata una società pallavolistica femminile di Castellana Grotte, nella città metropolitana di Bari.

## Storia
Fondata nel 1964 come polisportiva che comprendeva anche pallacanestro, tennis tavolo e atletica leggera, militò per alcuni decenni nelle categorie inferiori del campionato italiano di pallavolo femminile prima di esordire in Serie A nel 1992, quando partecipò per la prima volta al torneo di A2; dopo una retrocessione (1993-94) e un pronto ritorno in A2, nel 1996 rinunciò a prendere parte al campionato.
Dopo diversi anni di militanza nel campionato di Serie B fece ritorno in A2 nel 2006; al termine del torneo 2007-08 ha ottenuto la sua prima promozione in A1, categoria nella quale ha militato fino alla stagione 2010-11, al termine della quale la società ha cessato l'attività.